# Risotto amaro/Squisita, bionda e morbida
Risotto amaro è un singolo dell'attore italiano Ugo Tognazzi, pubblicato nel 1981.

## Descrizione
Il lato A del singolo contiene la sigla della trasmissione omonima Risotto amaro, condotta dallo stesso Ugo Tognazzi. Il brano, intimista, racconta del protagonista che prepara un risotto in solitudine, rivangando i propri ricordi.
Il lato B del disco contiene il brano Squisita, bionda e morbida, una parodia della moda della canzone erotica degli anni settanta nata sull'onda lunga del successo di Je t'aime... moi non plus, dedicata alla maionese.
Entrambi i brani sono stati composti da Armando Trovajoli su testi di Iaia Fiastri.
Il disco è stato pubblicato nel 1981 in un'unica edizione dalla WEA Italiana, in formato 7" con numero di catalogo T 18787.
Nel 2015, in occasione dei 25 anni dalla morte dell'attore, una copia del singolo è stata donata da Carla Bertinelli Spotti dell'Accademia della Cucina Italiana all'Archivio Tognazzi.

## Tracce
1. Risotto amaro – 3:05 (testo: Iaia Fiastri – musica: Armando Trovajoli)
2. Squisita, bionda e morbida – 3:35 (testo: Iaia Fiastri – musica: Armando Trovajoli)

Durata totale: 6:40

## Crediti
- Ugo Tognazzi - voce
- Armando Trovajoli - direzione d'orchestra
- Akademia's Sound - cori